# Siddhi Idnani

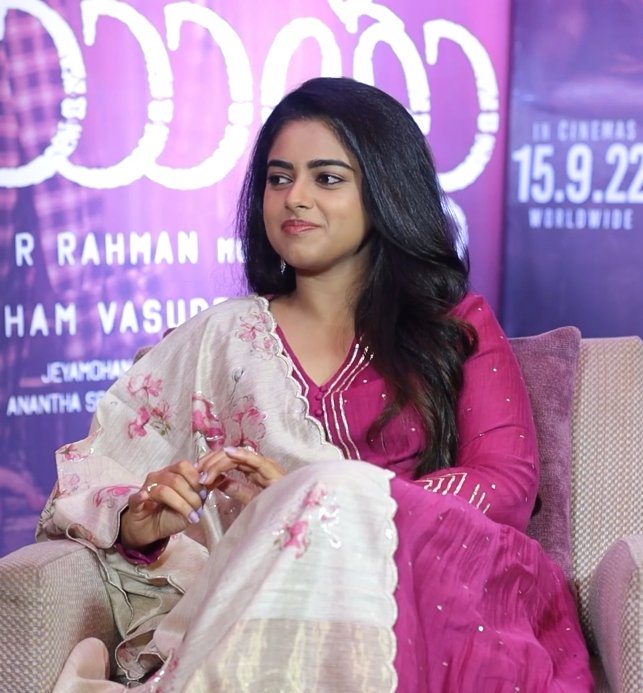
Siddhi Idnani

Siddhi Idnani (Marathi सिद्धी इदनानी; * 10. Januar 1996 in Mumbai) ist eine indische Schauspielerin.

## Leben und Karriere
Idnani wurde in eine Sindhi-Gujarat Familie in Mumbai geboren. Ihr Vater, Ashok Idnani, ist Voice-over-Künstler und ihre Mutter, Falguni Dave, ist eine Schauspielerin. Sie hat einen Abschluss in Massenkommunikation. Sie nahm auch an Schönheitswettbewerben teil, unter anderem beim Miss Diva 2014, wo sie eine Finalistin war.
Ihr Debüt gab sie 2017 in dem Film Grand Hali. Anschließend war sie 2018 in Jamba Lakidi Pamba zu sehen. 2022 bekam Idnani in dem Film Vendhu Thanindhathu Kaadu eine Hauptrolle. Unter anderem spielte sie 2023 in The Kerala Story mit.

## Filmografie
- 2017: Grand Hali
- 2018: Jamba Lakidi Pamba
- 2018: Prema Katha Chitram 2
- 2020: Anukunnadi Okati Ayinadi Okkati
- 2022: Vendhu Thanindhathu Kaadu
- 2023: The Kerala Story
- 2022: Kathar Basha Endra Muthuramalingam
- 2024: The Great Gujarati Matrimony